# Prihodi (Jesenice, Slovenija)
Prihodi je naselje u slovenskoj Općini Jesenicama. Prihodi se nalazi u pokrajini Gorenjskoj i statističkoj regiji Gorenjskoj. 

## Stanovništvo
Prema popisu stanovništva iz 2002. godine naselje je imalo 97 stanovnika.